# نمو ثانوي

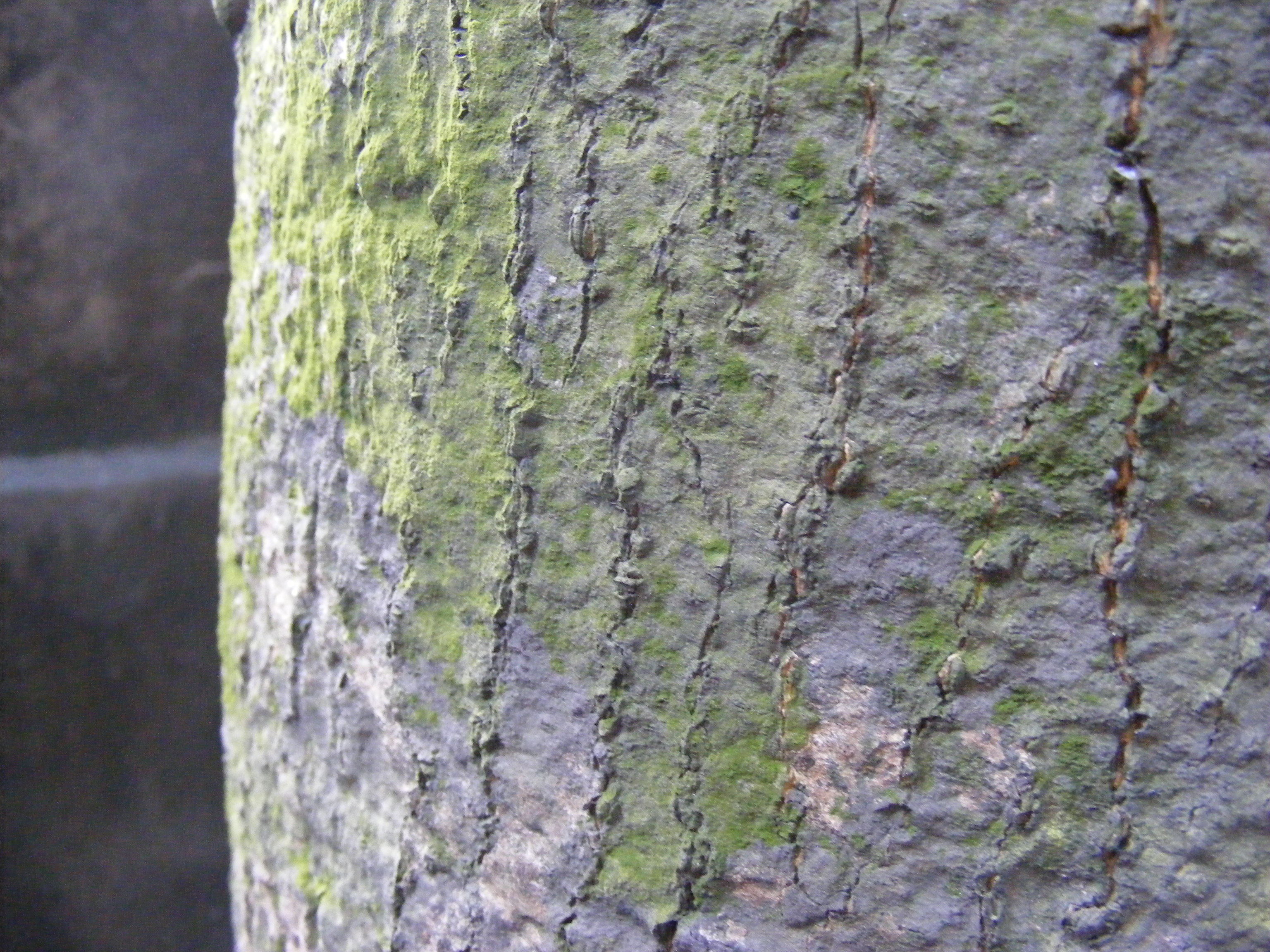
لحاء شجرة مانجو في منتصف عمرها يبين عدة تصدعات رأسية مميزة للبشرة الخارجية بسبب السماكة الثانوية للجذع..

النمو الثانوي secondary growth هو النمو الذي ينتج عن انقسام الخلايا في الأنسجة النباتية اللينة (انظر أدناه) أو الأنسجة المولدة الجانبية والذي يسبب سماكة السيقان والجذور. النمو الأولي هو النمو الذي يحدث كنتيجة لانقسام الخلية أعلى السيقان والجذور والذي يؤدي إلى نشوء النسيج الأولي. ويحدث النمو الثانوي في معظم البذريات (النباتات البذرية) إلا أن أحاديات الفلقة عادة ما تفتقر إلى النمو الثانوي. وإذا كان لديها نمو ثانوي، فإنه يختلف عن النمط العادي للبذريات الأخرى.
وفي الكثير من النباتات الوعائية، يكون النمو الثانوي هو نتيجة نشاط اثنين من الأنسجة المولدة الجانبية lateral meristem : الكامبيوم الفليني والكامبيوم الوعائي. ويعمل النمو الثانوي، الناشئ عن الأنسجة المولدة الجانبية، على زيادة سماكة جذر النبات أو الساق، بدلاً من زيادة طوله. وطالما تستمر الأنسجة المولدة الجانبية في إنتاج خلايا جديدة، فسوف يستمر الساق أو الجذر في النمو قطريًا. وفي النباتات الخشبية، فإن هذه العملية تنتج الخشب.

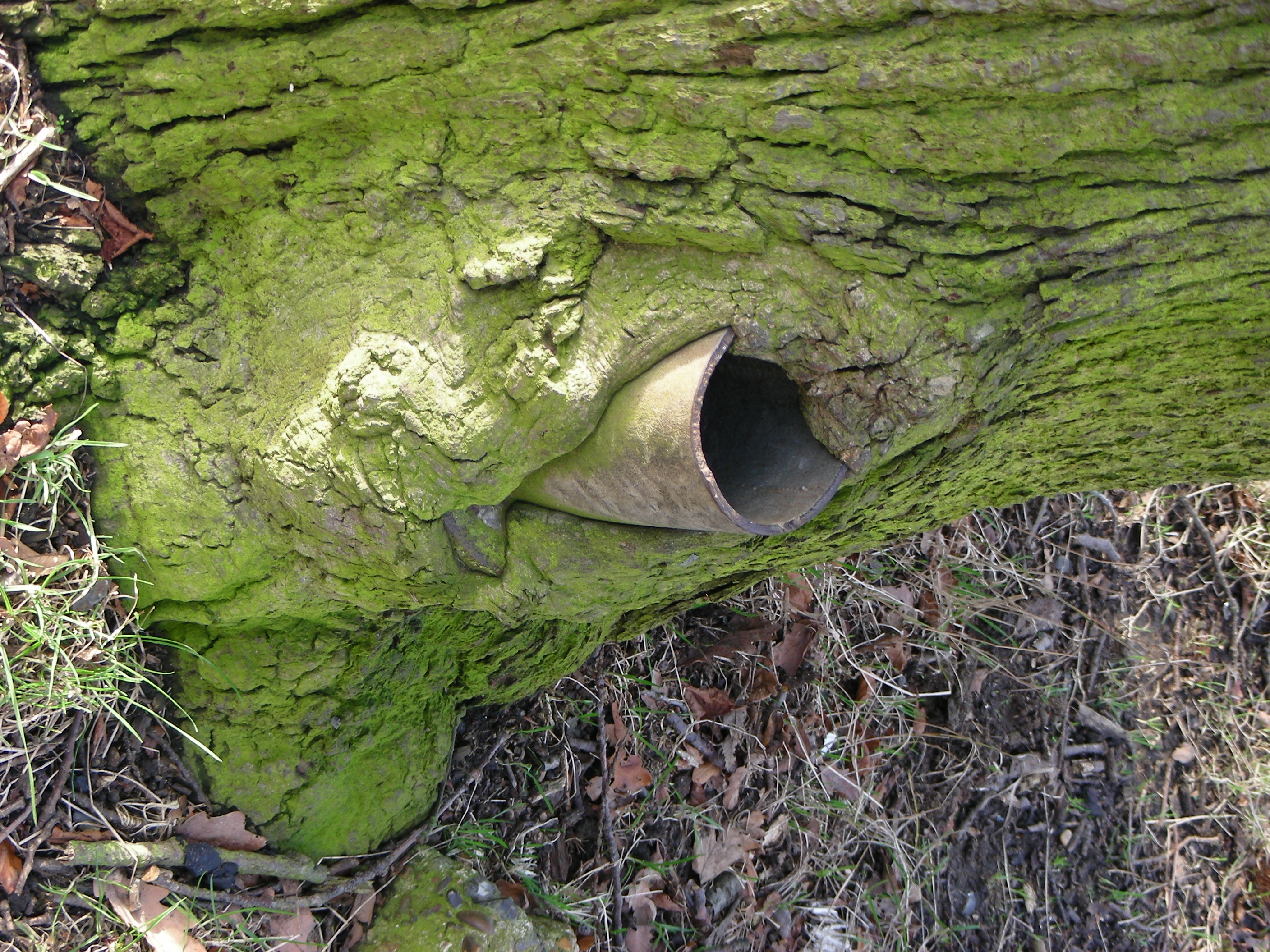
يؤدي النمو الثانوي إلى زيادة في حجم قطر النبات. ويمكن "ابتلاع" العوائق، سواء الأجسام الغريبة مثل هذه الدعامة المعدنية وأجزاء من النبات مثل جذور الأطراف بواسطة النمو المستمر.

ونظرًا لأن هذا النمو عادة ما يؤدي إلى تمزيق بشرة الساق أو الجذور، فإن النباتات التي تشهد نموًا ثانويًا عادة ما ينشأ لديها قلب فليني (نسيج خلوي لين). والقلب الفليني ينتج خلايا فلينية سميكة لحماية الطبقة الخارجية للنبات وتقليل فقدان المياه. وإذا ظلت هذه الحالة لعدة سنوات، فقد تنتج طبقة من الفلين. وبالنسبة لشركة الفلين فسوف تنتج فلينًا قابل للحصاد.
كما يحدث النمو الثانوي في العديد من النباتات غير الخشبية ، مثل الطماطم، درنة البطاطس والجذر الوتدي للجزر والجذر الدرني للبطاطا الحلوة . كما تتمتع بعض الأوراق المعمرة بنمو ثانوي.

## النمو الثانوي الشاذ

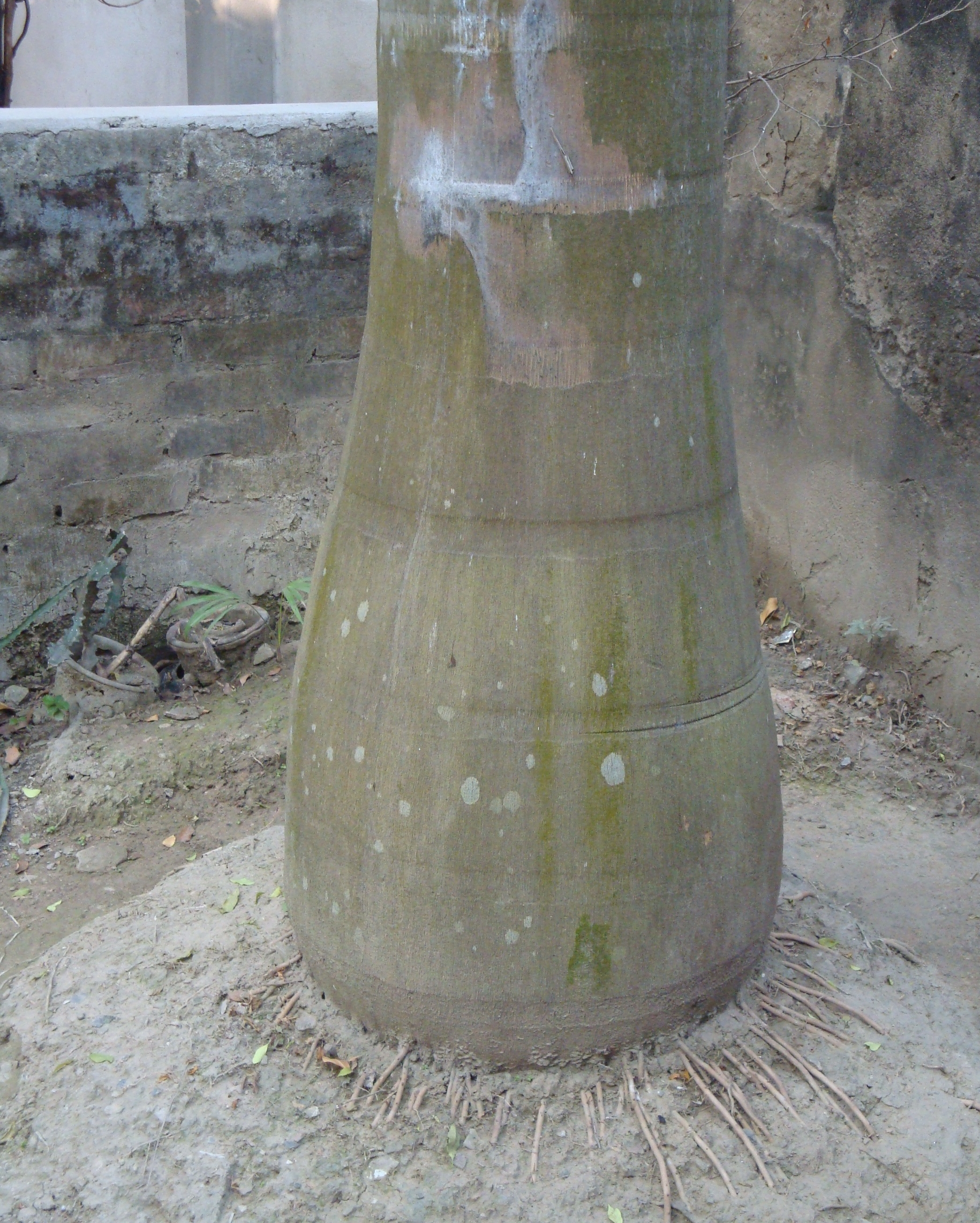
النمو الشاذ في أحاديات الفلقة، وفي هذه الحالة، لنخيل رويستونيا ريجيا.

النمو الثانوي الشاذ لا يتبع نمط النسيج الخلوي (القلب) أحادي الأوعية الذي ينتج زيليم (نسيج الخشب) نحو الداخل واللحاء نحو الخارج. وبعض ثنائيات الفلقة تنطوي على نمو ثانوي شاذ، على سبيل المثال في الجهنمية، وهي نوع من القلب (طبقة من النسيج الخلوي) تنشأ خارج اللحاء القديم.
ومعظم أحاديات الفلقة إما أنها لا تنطوي على نمو ثانوي أو تنطوي على نمو ثانوي شاذ من نوع آخر. على سبيل المثال، تزيد أشجار النخيل من قطر جذعها بسبب انقسام وتضخم خلايا البرنشيمة النباتية، والذي يُطلق عليه اسم النمو الثانوي المنتشر. وفي بعض سيقان أحاديات الفلقة الأخرى التي تنطوي على نمو ثانوي شاذ، يتشكل القلب (الطبقة المنتجة للحاء) ولكنه ينتج حزم وعائية وبرنشيمة نحو الداخل وبرنشيمة فقط نحو الخارج. وبعض سيقان أحاديات الفلقة تزداد في القطر بسبب نشاط النسيج المولد الأولي السميك المشتق من النسيج المولد القمي.